# Município de West Howellsville (condado de Robeson, Carolina do Norte)
Localização da Carolina do Norte nos E.U.A.
O município de West Howellsville (em inglês: West Howellsville Township) é um localização localizado no  condado de Robeson no estado estadounidense da Carolina do Norte. 

## Geografia
O município de West Howellsville encontra-se localizado nas coordenadas 34° 43′ 23,38″ N, 78° 56′ 35,02″ O.